# Nature (Emerson)
 (janvier 2023).
Si vous disposez d'ouvrages ou d'articles de référence ou si vous connaissez des sites web de qualité traitant du thème abordé ici, merci de compléter l'article en donnant les références utiles à sa vérifiabilité et en les liant à la section « Notes et références ».
 (janvier 2023).
- Si vous ne connaissez pas le sujet, laissez ce bandeau (vous pouvez alors contacter les auteurs).
- Si vous supprimez le contenu mis en cause (vous pouvez préalablement contacter les auteurs),

argumentez précisément cette suppression dans la page de discussion
(un manque de référence n'est pas un argument ; une recherche réelle de référence doit avoir été effectuée, être formellement documentée).
Pour les articles homonymes, voir Nature (homonymie).

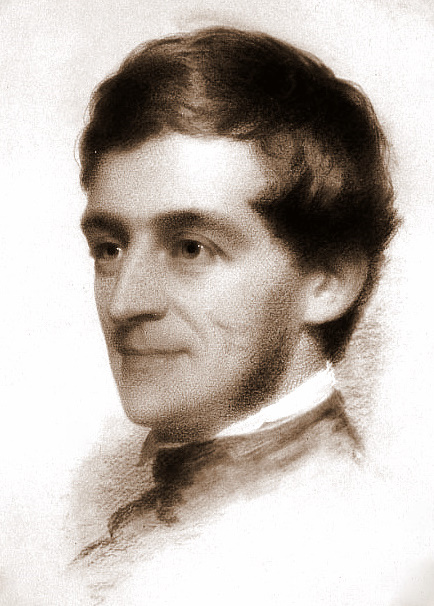
Ralph Waldo Emerson

Nature est un livre écrit sous anonymat par Ralph Waldo Emerson en 1836.
C'est dans cet essai qu'il pose les fondements du transcendantalisme, à savoir un système de croyances qui épouse une vision non-traditionnelle de la nature.

## Contenu
Reprenant ses premières conférences, Emerson définit la nature comme une entité divine qui englobe tout et que nous connaissons mal : le texte est clairement providentialiste, affirmant que « Toutes les choses sont morales [...], donc la nature est toujours l'alliée de la religion ». Il prône la fusion du Soi et de la Nature, un Éveil presque bouddhique. Il pense que nous ne savons pas voir la nature, et que le renouvellement ce ce regard constitue une expérience mystique.
Celui qui aime la nature la voit avec révérence, vit dans la coïncidence de ses sens internes et externes en conservant l’esprit d’enfance en lui car la forêt recèle une éternelle jeunesse.
Emerson ne voit pas la Nature comme une simple composante d'un monde dominé par un être divin et isolé. Il se « nourrit » quotidiennement du ciel et de la terre grâce à sa propre expérience et non grâce aux enseignements transmis par nos ancêtres.
L’essentiel pour l’homme est de reconnaître dans la Nature l’Esprit (Spirit, qui ressemble au Geist de la philosophie de Hegel).
Pour Emerson, l’homme est devenu un demi-homme, qui utilise la nature par son entendement seul, par le travail pénible des forces matérielles, parce qu’il a perdu ses forces spirituelles (dont il ne reste que des résurgences). L’homme a besoin de retrouver son unité spirituelle, pour retrouver la vue, spirituelle, aujourd’hui obscurcie, sur la nature ⇒ pensée et dévotion qui se confondent, réunification de la science et de la religion : chaque homme peut retrouver cette vue et transcender spirituellement sa condition.
Le texte est découpé selon le plan suivant : 
- Introduction
- Commodités
- Beauté
- Langage
- Discipline
- Idéalisme
- Esprit
- Perspectives

## Un ouvrage typique du transcendantalisme américain
De nombreux universitaires considèrent Emerson comme un des premiers écrivains (en compagnie notamment de Walt Whitman) à développer un style littéraire et une vision typiquement américains, et à se détacher de Longfellow et d'autres auteurs grandement influencés par l'héritage culturel britannique.
Nature est la première œuvre à poser les fondements de ce nouveau regard sur les Amériques et son environnement sauvage et naturel. En Angleterre, la croyance affirmait que tout élément naturel se réfère à une série d'événements historiques. Alors qu'en Amérique, la nature s'ouvrait comme un espace vierge pour la civilisation occidentale, sans trace de l'homme: nous pouvions constater très clairement qu'elle a une signification propre, indépendante de l'humain. Emerson décide de contempler la nature, par le biais des cinq sens, comme s'il découvrait ce monde magnifique pour la première fois. Cette tabula rasa, pour ainsi dire, permit à Emerson de voir la nature sous un nouvel angle, pour en rebâtir son rôle et sa grandeur face aux prétentions de l'homme. Dans cet ouvrage, l'auteur mène d'ailleurs une grande réflexion sur l'éthique environnementale, et la responsabilité de l'homme qui, par le privilège de son intellect, se doit d'être respectueux et bienveillant envers toutes les formes de vie, qui ne sont que de diverses expressions d'une même et unique force créatrice, que l'on pourrait assimiler à Dieu.